# 1887 en droit
Cet article présente les faits marquants de l'année 1887 en droit.

## Évènements
- 30 juin, Espagne : loi autorisant la constitution d’associations[1].
- 6 novembre, Pays-Bas : révision de la Constitution, avec abolition du suffrage censitaire tout en excluant le suffrage universel (droit de vote aux citoyens montrant des signes de capacité et de prospérité)[2].
- 25 décembre, Japon : ordonnance impériale de Préservation de la Paix, destinée à contenir l'opposition politique face à l'oligarchie de Meiji, imposant des restrictions rigoureuses à la presse, aux discours publics et aux réunions politiques.
- 28 décembre; Autriche-Hongrie : loi sur les accidents du travail [3].
- France : le code de l'indigénat, mis en place par les décrets de 1874 et 1881, est appliqué totalement en Nouvelle-Calédonie, faisant des Mélanésiens des « sujets de la France », ne jouissant d'aucun droit civil mais uniquement de leur droit personnel conféré par la religion et la coutume.

## Publications
- Ludovic Beauchet, Formation et dissolution du mariage dans le droit islandais du Moyen Âge, Paris.

## Naissances
- 2 mai : Louis Baudin, juriste et professeur de droit français († 27 avril 1964)
- 5 octobre : René Cassin, juriste français, Prix Nobel de la paix 1968 († 20 février 1976)
- 13 novembre : Ernst Lautz, juriste allemand, procureur sous le Troisième Reich († 22 janvier 1977)
- 21 décembre : Charles Le Coq de Kerland, juriste français, membre du Conseil constitutionnel († 7 novembre 1978)

## Décès
- 11 février : François Laurent, juriste et historien belge d'origine luxembourgeoise (° 8 juillet 1810).
- 21 février : Charles Demolombe, juriste, professeur de droit, interprète du Code civil français (° 2 juillet 1804).
- 25 novembre : Johann Jakob Bachofen, juriste, et sociologue suisse, professeur de droit romain à l'Université de Bâle, théoricien du matriarcat (° 22 décembre 1815).